# Astragalus gennarii
Astragalus gennarii är en ärtväxtart som beskrevs av Bacch. och Salvatore Brullo. Astragalus gennarii ingår i släktet vedlar, och familjen ärtväxter. Inga underarter finns listade i Catalogue of Life.